# Mirosław Piotrowski
Mirosław Piotrowski (Zielona Góra, 9 gennaio 1966) è un politico polacco.
Ha ricoperto l'incarico di europarlamentare per tre mandati: eletto per la prima volta alle elezioni europee del 2004 con la Lega delle Famiglie Polacche, è stato confermato alle europee del 2009 e a quelle del 2014 con Diritto e Giustizia, formazione che ha lasciato nell'ottobre 2014.
Ha presentato la propria candidatura alle elezioni presidenziali del 2020, durante le quali ha ricevuto 21.065 voti (0,11%), arrivando ultimo tra undici candidati.